# David Chase
David Henry Chase (Mount Vernon, Nueva York; 22 de agosto de 1945) es un guionista, director y productor de televisión estadounidense. Chase ha trabajado en televisión por más de treinta años; ha sido productor y escritor de The Rockford Files, I'll Fly Away y Northern Exposure. Ha creado dos series originales; la primera, Almost Grown, de 10 capítulos, fue transmitida durante 1988 y 1989. Chase es famoso por su segunda serie original, el exitoso drama de HBO Los Soprano, que duró seis temporadas desde 1999 hasta 2007. Una importante figura dentro de la televisión estadounidense, Chase ha ganado siete premios Emmy.

## Primeros años
David Chase nació en Mount Vernon, Nueva York, hijo de Henry y Norma Chase (ambos de origen napolitano). En ocasiones, su nombre también figura como David Del Cesare. De ascendencia italiana, Chase creció en un pequeño apartamento en Clifton, Nueva Jersey y en North Caldwell. Declaró que durante su juventud tuvo muchos problemas con sus padres, a quienes consideraba autoritarios. Creció mirando películas de gánsteres de matiné y era muy conocido como un creativo narrador durante su niñez. Chase asegura que su padre era un hombre enojado que de niño lo denigraba constantemente y su madre era una "pasivo agresiva histriónica" y "una mujer nerviosa que dominaba cualquier situación en la que se encontraba mostrándose necesitada y siempre al borde del histerismo". Uno de sus personajes de la serie Los Soprano, Livia Soprano, está basado en su madre. De adolescente, Chase luchó con una severa depresión, algo con lo que todavía lidia. En 1964 terminó la secundaria y asistió a la Universidad Wake Forest en Winston-Salem, Carolina del Norte, donde su depresión empeoró. "Dormía 18 horas al día", declaró Chase. Describió sus problemas como "lo que viene a ser conocido como normal, persistente, depresión clínica. Era horrible". Durante ese período, también fue baterista, y asipiraba a ser músico profesional. Dos años más tarde, se cambió a la Universidad de Nueva York, donde anunció su decisión de seguir una carrera en el cine, una decisión que no fue bien recibida por sus padres. Asistió a la escuela de cine Stanford.

## Carrera
Antes de crear Los Soprano, Chase comenzó en Hollywood como uno de los editores de guiones de la serie Kolchak: The Night Stalker y luego como productor de capítulos de series como Northern Exposure y The Rockford Files, entre otras. También trabajó como escritor mientras trabajaba para The Rockford Files (un show en donde desempeñó varios papeles durante cuatro años, además de ganar el premio Emmy en varias ocasiones). Después de finalizada la serie, Chase tuvo numerosos trabajos en televisión hasta hacerse cargo de Northern Exposure en 1993. Antes del estreno de Los Soprano, Chase trabajó en un relativo anonimato. Inspirado desde niño por la película El enemigo público (1931), creó la exitosa serie basándose en gran parte de su propia vida; el personaje de Livia Soprano es un modelo de su propia madre. En una entrevista, Chase declaró que se sintió frustrado durante un largo tiempo al no ser capaz de pasar de la televisión al cine en ese período. En el año 2005 recibió un premio Edgar por parte de los Mystery Writers of America por toda su carrera.
La primera serie original que creó fue Almost Grown en 1988, protagonizada por Eve Gordon y Timothy Daly. Aunque esta serie de una hora de duración fue bien recibida por los críticos, solo diez capítulos fueron transmitidos entre noviembre de 1988 y febrero de 1989.

### Los Soprano
Treinta capítulos de Los Soprano le son acreditados explícitamente a Chase. Sin embargo, como creador y principal escritor de la serie, tuvo un rol primordial en todos los guiones, además de producir y retocar las versiones finales de los guiones. También dirigió el capítulo piloto y el último capítulo (ambos escritos por él). Acerca de la controvertida escena final de la serie, Chase dijo: "No tengo interés en explicar, defender, reinterpretar o agregar a lo que está ahí".
Créditos en Los Soprano
Escritor
- "The Sopranos (piloto)" (capítulo 1.01)
- "46 Long" (capítulo 1.02)
- "College" (capítulo 1.05) (con Jim Manos, Jr.)
- "The Legend of Tennessee Moltisanti" (capítulo 1.08) (con Frank Renzulli)
- "I Dream of Jeannie Cusamano" (capítulo 1.13)
- "Commendatori" (capítulo 2.04)
- "Funhouse" (capítulo 2.13) (con Todd A. Kessler)
- "Mr. Ruggerio's Neighborhood" (capítulo 3.01)
- "Proshai, Livushka" (capítulo 3.02)
- "University"  (capítulo 3.06)
- "Amour Fou"  (capítulo 3.12)
- "Army of One" (capítulo 3.13) (con Lawrence Konner)
- "For All Debts Public and Private" (capítulo 4.01)
- "No Show" (capítulo 4.02) (con Terence Winter)
- "Watching Too Much Television"  (capítulo 4.07)
- "Mergers And Acquisitions"  (capítulo 4.08)
- "The Strong, Silent Type"  (capítulo 4.10)
- "Calling All Cars" (capítulo 4.11) (con Robin Green, Mitchell Burgess y David Flebotte)
- "Whitecaps" (capítulo 4.13) (con Robin Green & Mitchell Burgess)
- "Two Tonys" (capítulo 5.01) (con Terence Winter)
- "The Test Dream" (capítulo 5.11) (con Matthew Weiner)
- "All Due Respect" (capítulo 5.13) (con Robin Green & Mitchell Burgess)
- "Join the Club" (capítulo 6.02)
- "Live Free or Die" (capítulo 6.06) (con Robin Green & Mitchell Burgess and Terence Winter)
- "Cold Stones" (capítulo 6.11) (con Diane Frolov & Andrew Schneider)
- "Kaisha" (capítulo 6.12) (con Matthew Weiner y Terence Winter)
- "Soprano Home Movies" (capítulo 6.13) (con Diane Frolov, Andrew Schneider y Matthew Weiner)
- "Kennedy and Heidi" (capítulo 6.18) (con Matthew Weiner)
- "The Blue Comet" (capítulo 6.20) (con Matthew Weiner)
- "Made in America" (capítulo 6.21)

Director
- "The Sopranos (piloto)" (capítulo 1.01)
- "Made in America" (capítulo 6.21)

Actor

## Vida personal
Después de graduarse en la Universidad de Nueva York en 1968, Chase se mudó a California y se casó con Denise Kelly. Su hija, Michele DeCesare, es actriz y trabajó en Los Soprano interpretando a Hunter Scangarelo.